# Lithostege palaestinensis
Lithostege palaestinensis là một loài bướm đêm trong họ Geometridae.